# Шей Боддінгтон
Шей Боддінгтон (англ. Shaye Boddington, 20 квітня 1986) — новозеландська стрибунка у воду. Учасниця Чемпіонату світу з водних видів спорту 2019, де в стрибках з метрового трампліна посіла 26-те місце. У стрибках з 3-метрового трампліна вона посіла 46-те місце.